# ティナ・オーモン
ティナ・オーモン（Tina Aumont、1946年2月14日 - 2006年10月28日）は、フランスの女優。

## 生涯
カリフォルニア州ロサンゼルス市内のハリウッド生まれ。ジャン＝ピエール・オーモンとマリア・モンテスとの間に生まれた。
ジョセフ・ロージー監督の『唇からナイフ』で映画デビュー。その後主にイタリア映画で活躍し、ティント・ブラス監督の『サロン・キティ』（1975）やマウロ・ボロニーニ監督『哀しみの伯爵夫人』（1974）、フェデリコ・フェリーニ監督『カサノバ』（1976）などに出演した。
1963年にクリスチャン・マルカン監督と結婚した。2000年に映画業界から引退。
2006年10月28日、ポール＝ヴァンドルにて死去。60歳没。

## フィルモグラフィー
- 唇からナイフ Modesty Blaise  (1966)
- 獲物の分け前 La curée (1966)
- 国際泥棒組織 Troppo per vivere... poco per morire (1967)
- 裏切りの荒野L'uomo, l'orgoglio, la vendetta (1968)
- わが青春のフロレンス Metello (1970)
- 特攻大戦線 Corbari (1970)
- さらば外人部隊 Il sergente Klems (1971)
- 青い体験 Malizia  (1973)
- 明日なき夕陽 Blu gang vissero per sempre felici e ammazzati (1973)
- 影なき淫獣 I corpi presentano tracce di violenza carnale (1973)
- 哀しみの伯爵夫人 Fatti di gente perbene (1974)
- 孤高 Les hautes solitudes (1974)
- 悦楽の闇 Divina creatura (1975)
- ローマに散る Cadaveri eccellenti (1976)
- サロン・キティ Salon Kitty (1976)
- カサノバ Il Casanova di Federico Fellini (1976)
- ニコ・イコン Nico Icon (1995)